# غيل ر. مارتن
غيل ر. مارتن (بالإنجليزية: Gail Roberta Martin)‏ هي أحيائية أمريكية، ولدت في 1944 في نيويورك في الولايات المتحدة.